# Kütahya (circonscription électorale)
La circonscription électorale de Kütahya correspond à la province du même nom et envoie 5 députés à la Grande assemblée nationale de Turquie (4 entre 2015 et 2018).

## Composition
La circonscription de Kütahya est divisée en 13 districts (ilçe). Chaque district est composé d'un chef-lieu et de municipalités (communes et villages).

## Résultats électoraux

### Élections législatives de 2018
| Partis                   | Partis                                        | Voix    | %     | Sièges | +/-           | Élus                                          |
| ------------------------ | --------------------------------------------- | ------- | ----- | ------ | ------------- | --------------------------------------------- |
|                          | Parti de la justice et du développement (AKP) | 213 353 | 54,82 | 3      | 1             | Ahmet Tan, İshak Gazel et Ceyda Çetin Erenler |
|                          | Parti d'action nationaliste (MHP)             | 71 847  | 18,46 | 1      | 1             | Ahmet Erbaş                                   |
|                          | Parti républicain du peuple (CHP)             | 49 250  | 12,66 | 1      | 1             | Ali Fazıl Kasap                               |
|                          | Le Bon Parti (İYİ)                            | 41 281  | 10,61 | 0      | Nv.           |                                               |
|                          | Parti de la félicité (SP)                     | 6 984   | 1,79  | 0      | en stagnation |                                               |
|                          | Parti démocratique des peuples (HDP)          | 4 701   | 1,21  | 0      | en stagnation |                                               |
|                          | Parti patriote (VATAN)                        | 931     | 0,24  | 0      | en stagnation |                                               |
|                          | Parti de la cause libre (HÜDA PAR)            | 826     | 0,21  | 0      | en stagnation |                                               |
|                          |                                               |         |       |        |               |                                               |
| Total                    | Total                                         | 389 173 | 100   | 5      | 1             | -                                             |
| Inscrits / participation | Inscrits / participation                      | 422 653 | 91,33 |        |               |                                               |

### Élections législatives de 2023
| Partis                   | Partis                                        | Voix    | %     | Sièges | +/-           | Élus                                              |
| ------------------------ | --------------------------------------------- | ------- | ----- | ------ | ------------- | ------------------------------------------------- |
|                          | Parti de la justice et du développement (AKP) | 186 008 | 46,64 | 3      | en stagnation | Adil Biçer, İsmail Çağlar Bayırcı et Mehmet Demir |
|                          | Parti républicain du peuple (CHP)             | 67 044  | 16,81 | 1      | en stagnation | Ali Fazıl Kasap                                   |
|                          | Parti d'action nationaliste (MHP)             | 51 928  | 13,02 | 1      | en stagnation | Ahmet Erbaş                                       |
|                          | Le Bon Parti (İYİ)                            | 41 782  | 10,48 | 0      | en stagnation |                                                   |
|                          | Nouveau parti de la prospérité (YRP)          | 28 071  | 7,04  | 0      | Nv.           |                                                   |
|                          | Parti de la victoire (ZP)                     | 6 811   | 1,71  | 0      | Nv.           |                                                   |
|                          | Parti de la grande unité (BBP)                | 4 670   | 1,17  | 0      | en stagnation |                                                   |
|                          | Parti de la patrie (M)                        | 3 055   | 0,77  | 0      | Nv.           |                                                   |
|                          | Parti de la gauche verte (YSP)                | 2 352   | 0,59  | 0      | en stagnation |                                                   |
|                          | Parti de la justice (AP)                      | 1 502   | 0,38  | 0      | Nv.           |                                                   |
|                          | Parti des travailleurs de Turquie (TIP)       | 1 356   | 0,34  | 0      | en stagnation |                                                   |
|                          | Parti de la mère patrie (ANAP)                | 1 021   | 0,26  | 0      | en stagnation |                                                   |
|                          | Parti de la nation (MP)                       | 720     | 0,18  | 0      | en stagnation |                                                   |
|                          | Parti jeune (GP)                              | 682     | 0,17  | 0      | en stagnation |                                                   |
|                          | Parti des droits et libertés (HAK)            | 486     | 0,12  | 0      | en stagnation |                                                   |
|                          | Parti patriote (VATAN)                        | 463     | 0,12  | 0      | en stagnation |                                                   |
|                          | Parti de libération du peuple (HKP)           | 337     | 0,08  | 0      | en stagnation |                                                   |
|                          | Parti communiste de Turquie (TKP)             | 255     | 0,06  | 0      | en stagnation |                                                   |
|                          | Mouvement communiste (TKH)                    | 142     | 0,04  | 0      | Nv.           |                                                   |
|                          | Parti de gauche (SOL)                         | 141     | 0,04  | 0      | en stagnation |                                                   |
|                          | Parti de la justice et de l'unité (AB)        | 18      | 0,00  | 0      | Nv.           |                                                   |
|                          | Parti de l'union du pouvoir (GBP)             | 6       | 0,00  | 0      | Nv.           |                                                   |
|                          | Parti de la route nationale (MYP)             | 2       | 0,00  | 0      | Nv.           |                                                   |
|                          | Parti de l'innovation (YP)                    | 1       | 0,00  | 0      | Nv.           |                                                   |
|                          |                                               |         |       |        |               |                                                   |
| Total                    | Total                                         | 398 853 | 100   | 5      | en stagnation | -                                                 |
| Inscrits / participation | Inscrits / participation                      | 430 548 | 91,97 |        |               |                                                   |